# Escola de Administração Fazendária
A Escola de Administração Fazendária (Esaf) foi o órgão do Ministério da Fazenda brasileiro responsável pelos cursos, treinamentos e capacitação, além da organização de concursos públicos, da Administração Tributária e Aduaneira da União. Foi extinta pela Medida Provisória nº 870, de 1º de janeiro de 2019, após mais de 40 anos de existência.

## História
A origem da Esaf remonta a 1945, quando da implantação dos cursos de aperfeiçoamento do Ministério da Fazenda. Esses passaram a constituir, em 1967, o Centro de Treinamento e Desenvolvimento do Pessoal do Ministério da Fazenda - CETREMFA, que se transformou, em 8 de novembro de 1973, na Escola de Administração Fazendária.
A partir da inauguração de sua sede própria, em 28 de julho de 1975, a Esaf passou a contar com um complexo educacional, de linhas modernas e funcionais. Além da sede, no Distrito Federal, em 2018 contava com nove Centros Regionais de Treinamento, localizados nas capitais-sedes de Regiões Fiscais: Belo Horizonte (MG), Belém (PA), Curitiba (PR), Fortaleza (CE), Porto Alegre (RS), Recife (PE), Rio de Janeiro (RJ), Salvador (BA) e São Paulo (SP).
Entre os diversos eventos de treinamento e capacitação fornecidos pela instituição aos servidores públicos, a Semana de Administração Orçamentária, Financeira e de Contratações Públicas era o mais tradicional, tendo chegado à 15ª edição. A Esaf também oferecia cursos gratuitos em diversas áreas, abertos a todo o funcionalismo, organizados exclusivamente por ela ou em parceria com outras instituições de ensino federais.
Com a publicação da MP nº 870, de 1º de janeiro de 2019 (posteriormente convertida na Lei nº 13.844, de 2019), a Esaf foi oficialmente extinta e sua estrutura incorporada à Escola Nacional de Administração Pública (Enap), que passava a integrar o recém-criado Ministério da Economia.
Em novembro do mesmo ano, devido às medidas de racionalização impostas pela Portaria 424, de 21 de agosto de 2019, do Ministério da Economia, o campus Sede e os Centros Regionais que haviam pertencido à Esaf tiveram suas atividades interrompidas de forma definitiva.